# Sollevamento pesi ai Giochi della XXI Olimpiade - Pesi medi
La competizione della categoria pesi medi (fino a 75 kg) di sollevamento pesi ai Giochi della XXI Olimpiade si è svolta il giorno 22 luglio 1976 all'Aréna Saint-Michel di Montréal.

## Regolamento
La classifica era ottenuta con la somma delle migliori alzate delle seguenti 2 prove:
- Strappo
- Slancio

Su ogni prova ogni concorrente aveva diritto a tre alzate. In caso di parità vinceva il sollevatore che pesava meno.

## Risultati
| Pos.    | Atleta              | Nazione          | Peso Atleta | Strappo | Strappo | Strappo | Strappo | Slancio | Slancio | Slancio | Slancio | Totale      |
| Pos.    | Atleta              | Nazione          | Peso Atleta | 1       | 2       | 3       | Tot     | 1       | 2       | 3       | Tot     | Tot         |
| ------- | ------------------- | ---------------- | ----------- | ------- | ------- | ------- | ------- | ------- | ------- | ------- | ------- | ----------- |
| Oro     | Jordan Mitkov       | Bulgaria         | 74,40       | 145,0   | 145,0   | 150,0   | 145,0   | 182,5   | 190,0   | 190,0   | 190,0   | 335,0       |
| Argento | Vardan Militosyan   | Unione Sovietica | 74,80       | 145,0   | 145,0   | 150,0   | 145,0   | 185,0   | 185,0   | 192,5   | 185,0   | 330,0       |
| Bronzo  | Peter Wenzel        | Germania Est     | 74,75       | 140,0   | 150,0   | 150,0   | 140,0   | 182,5   | 187,5   | 187,5   | 182,5   | 327,5       |
| 4       | Wolfgang Hübner     | Germania Est     | 74,40       | 137,5   | 142,5   | 145,0   | 142,5   | 172,5   | 177,5   | 177,5   | 177,5   | 320,0       |
| 5       | Arvo Ala-Pöntiö     | Finlandia        | 74,65       | 137,5   | 142,5   | 142,5   | 137,5   | 177,5   | 177,5   | 182,5   | 177,5   | 315,0       |
| 6       | András Stark        | Ungheria         | 75,00       | 140,0   | 145,0   | 145,0   | 140,0   | 175,0   | 180,0   | 182,5   | 175,0   | 315,0       |
| 7       | Ondrej Hekel        | Cecoslovacchia   | 74,65       | 140,0   | 145,0   | 145,0   | 140,0   | 165,0   | 172,5   | 177,5   | 172,5   | 312,5       |
| 8       | Daniel Zayas        | Cuba             | 74,65       | 135,0   | 140,0   | 142,5   | 140,0   | 170,0   | 177,5   | 177,5   | 170,0   | 310,0       |
| 9       | Norbert Bergmann    | Germania Ovest   | 74,65       | 125,0   | 130,0   | 132,5   | 132,5   | 177,5   | 177,5   | 182,5   | 177,5   | 310,0       |
| 10      | Klaus Groh          | Germania Ovest   | 74,65       | 137,5   | 137,5   | 142,5   | 137,5   | 170,0   | 175,0   | 175,0   | 170,0   | 307,5       |
| 11      | Fred Lowe           | Stati Uniti      | 74,80       | 127,5   | 132,5   | 135,0   | 135,0   | 165,0   | 165,0   | 170,0   | 170,0   | 305,0       |
| 12      | Robert Kabbas       | Australia        | 74,00       | 127,5   | 127,5   | 132,5   | 127,5   | 165,0   | 170,0   | 177,5   | 170,0   | 297,5       |
| 13      | Mehdi Attar-Aszrafi | Iran             | 73,45       | 125,0   | 130,0   | 130,0   | 130,0   | 165,0   | 165,0   | 175,0   | 165,0   | 295,0       |
| 14      | Christian Kinck     | Francia          | 74,85       | 130,0   | 130,0   | 130,0   | 130,0   | 155,0   | 160,0   | 160,0   | 155,0   | 285,0       |
| 15      | Malik Arszad        | Pakistan         | 74,60       | 117,5   | 117,5   | 122,5   | 122,5   | 160,0   | 160,0   | 167,5   | 160,0   | 282,5       |
| –       | János Komjáti       | Ungheria         | 74,65       | 135,0   | 135,0   | 140,0   | 135,0   | 170,0   | 170,0   | 170,0   | -       | DNF         |
| –       | Dragomir Cioroslan  | Romania          | 74,85       | 137,5   | 142,5   | 145,0   | 142,5   | 177,5   | 182,5   | 182,5   | 177,5   | DSQ [320,0] |